# Galanta
Galanta is een kleine stad in Slowakije in de regio Trnava. Galanta is ook de naam van de gemeente, en deze maakt deel uit van het district Galanta.

## Bevolking
Galanta telt 15.138 inwoners (2011), waarvan 8833 Slowaken en 4623 Hongaren.
Voor de Tweede Wereldoorlog was de stad vrijwel geheel Hongaars, maar na 1945 werd de helft van de Hongaren weggevoerd bij de Tsjechoslowaaks-Hongaarse bevolkingsruil. Het gebied rond de stad is overwegend Slowaakstalig geworden.
Tijdens de volkstelling van 2021 had de stad 15.052 inwoners (9.302 Slowaken en 4.221 Hongaren, 28,04%).

## Geschiedenis

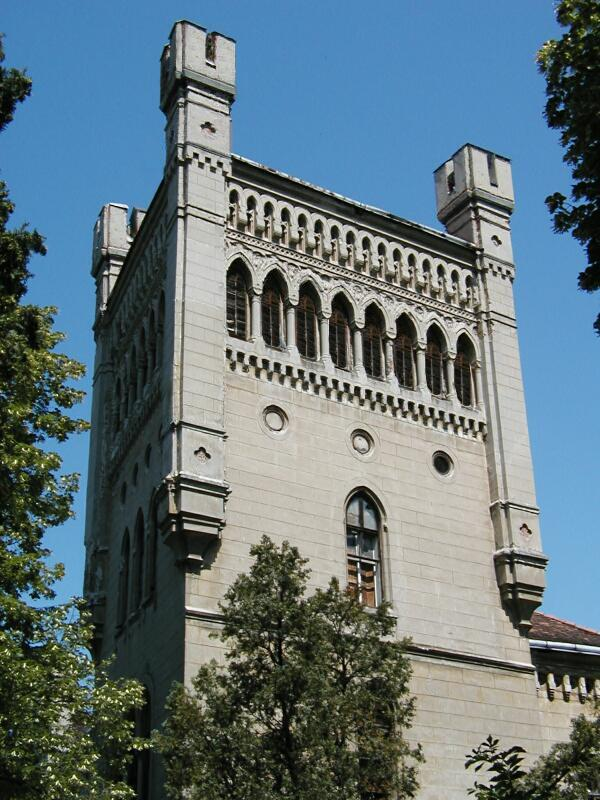
Toren van het vervallen slot uit 1860

Van de tiende eeuw tot 1918 was de stad onderdeel van het Koninkrijk Hongarije. Daarna werd ze onderdeel van Tsjechoslowakije, maar bij de door Duitsland, Italië en Hongarije uitgevoerde Eerste Scheidsrechterlijke Uitspraak van Wenen werd het gebied bij Hongarije gevoegd. Duitsland wilde door deze gebiedsuitbreiding Hongarije winnen voor zijn oorlogsdoeleinden. Na het einde van de oorlog werd de stad bij Slowakije gevoegd. 
De Hongaarse adellijke familie Esterházy is in de stad eeuwenlang dominant geweest. In de Tweede Wereldoorlog werd de stad zwaar beschadigd. Onder het communistische regime werd het merendeel van de historische gebouwen gesloopt en vervangen door flatgebouwen. Alleen het renaissanceslot van de familie Esterhazy is nog in goede staat, evenals de katholieke kerk uit 1797-1805. Het grote neorenaissancekasteel dat in 1860 verrees, staat sinds vele tientallen jaren leeg en is grotendeels tot ruïne vervallen. Het stadswapen is een vrije bewerking van de toren van dit slot.
De Hongaarse componist Zoltan Kodály (1882-1967) groeide op in de stad. In 1933 verscheen zijn orkestwerk Dansen van Galanta ('Galántai táncok').

## Bereikbaarheid
Galanta is bereikbaar bij middel van het openbaar vervoer:
- het station Galanta is gelegen aan de Staničná ulica (vertaald: "Stationsstraat"), dicht bij het stadscentrum.
- aan de voorgevel van dit station is een bushalte voor stedelijk en regionaal vervoer.